# 吴葵光
吴葵光（1938年4月—2024年1月17日），广东惠东人，中华人民共和国数学教育家、政治人物，海南大学教授。

## 生平
曾任海南大学副校长、海南省人大常委会副主任，中国民主促进会中央委员会常务委员，民进海南省主委。1987年4月加入中国共产党。2024年逝世。